# Embolització arterial prostàtica
La embolització arterial prostàtica és un nou tractament per a corregir la hiperplàsia benigna de pròstata (HBP). Es tracta d'ocluir els vasos sanguinis arterials que irriguen la pròstata, es produirà isquèmia i secundàriament disminució de volum de la pròstata amb el que el canal urinari queda alliberat i millorarà el flux d'orina a través d'ell.
La hiperplàsia prostàtica benigna (HBP) consisteix en l'augment de grandària de la pròstata. Això dona lloc a l'estrenyiment de la uretra i als seus símptomes secundaris que es denominen símptomes urològics baixos. Apareix a partir de la 5a a 6a dècades de la vida i afecta a més del 50% dels homes majors de 60 anys. La seva incidència augmenta amb l'edat de manera que tots els homes arribaran a patir-la si arriben a viure prou. A partir dels 70 anys, el 75% dels homes presenta almenys un símptoma.
Sembla que no hi ha una relació directa entre el volum de la pròstata i l'aparició i gravetat dels símptomes. De manera que fins i tot en pacients amb pròstates petites (<50 cc) pugues haver-hi símptomes significatius. En aquests pacients amb pròstates petites la cirurgia presenta pitjors resultats amb major taxa de fallades i complicacions com a lesions i contractures del coll de la bufeta, alteracions en l'erecció i sagnat en orinar. En canvi la embolización presenta els mateix resultats o fins i tot millors

## Clínica de la HBP
Símptomes urològics baixos (Les sigles en anglès són LUTS -Lower Urinary Tract Symptoms-):
- Augment de la freqüència urinària especialment nocturna
- Incontinència urinària
- Disminució de la potència del flux urinari i doll intermitent.
- Buidatge incomplet de la bufeta, que amb el temps predisposa a la formació de pedres (càlculs) vesicals i a la infecció urinària. Tardanament pot arribar a produir un dany vesical i renal permanent arribant fins i tot a la insuficiència renal terminal

La repercussió clínica es quantifica aplicant uns qüestionaris:
- American Urological Association symptom index (AUA-SI)[4]
- International Prostate Symptoms Score (IPPS)[5]
- Quality of life related Symptoms Score (QoL)[6]
- International Index of Erectile Function (IIEF)[7]

## Tractament de la HBP
El seu tractament de la HBP fins ara és mèdic (amb fàrmacs) i quirúrgic mitjançant diferents tècniques obertes a través de la uretra (transuretrals), que no estan lliures de complicacions incloent la disfunció sexual. És important descartar altres causes de la clínica, especialment el càncer de pròstata.
L'embolització arterial prostàtica és una nova alternativa de tractament mínimament invasiva amb efectes secundaris mínims que ofereix una alternativa a les tècniques quirúrgiques tradicionals i més modernes com les transuretrals (resecció transuretral de la pròstata, RTU) amb menor cost i sense el risc de lesionar el coll de la bufeta (problemes d'incontinència/retenció urinària) ni d'afectar la funció sexual. És una tècnica complexa hagut d'en gran part a les variacions anatòmiques existents en la vascularització de la pròstata, ja que l'oclusió de les artèries prostàtiques ha de ser molt selectiva per evitar el dany a altres estructures pèlviques com la bufeta, el recte i oclusió de l'artèria peneana.
Consisteix en la cateterització de les artèries prostàtiques i la seva oclusió amb partícules de material sintètic. Per arribar fins a aquestes artèries és necessari introduir un catèter i microcatèter des de l'artèria femoral comuna, encara que altres autors ho prefereixen des de l'artèria radial.

## Indicacions
Tots els pacients que serien candidats a cirurgia per HBP i presenten símptomes urològics baixos moderats a greus. (IPSS >=18, QoL >=3, Qmax <=12 ml/s) i sense resposta al tractament mèdic mantingut almenys 6 mesos.

## Criteris d'exclusió
- Malignitat
- Arterioesclerosi avançada que impedeixi la cateterització de les artèries prostàtiques
- Insuficiència renal
- Patologia de la bufeta (diverticles, litiasis vesical, bufeta d'esforç, bufeta neurògena…)
- Infecció urinària
- Alteració de la coagulació no corregible

## Resultats
Els seus resultats han estat provats emprant els qüestionaris: 
- International Prostate Symptoms Score (IPSS)
- Quality of life related Symptoms Score (QoL)
- International Index of Erectil Function (IIEF)

Es mostra una disminució significativa del volum de la pròstata en la valoració a 1, 3, 6 i 12 mesos. Juntament amb una millorança duradora en els símptomes (p.i.millorança en el residu post-miccional, en el Qmax –flux urinari màxim- en el IPSS i en el QoL), i no canvis significatius en la funció erèctil dels pacients (funció sexual conservada).
S'han publicat múltiples estudis no aleatoritzats, però hi ha alguns assajos aleatoritzats en curs que comparen l'embolització portal amb la prostatectomia transuretral.
En aquests meta-anàlisis s'arriba a la conclusió que aquesta embolització és una alternativa potencial a la cirurgia i es compara positivament pel que fa als efectes adversos.
El grup del Dr. J. Pisco de Lisboa acaba de presentar els resultats a mitjà i llarg termini d'una grup gran de pacients (630) que van ser embolitzats des de març del 2009 fins a octubre de 2014 i dels quals es compta amb un seguiment d'entre 2 i 6,5 anys. En 58 pacients es va requerir una segona embolització per recidiva de la clínica.
L'embolització d'artèries prostàtiques és un procediment segur, ben tolerat i eficient que pot realitzar-se fins i tot de forma ambulatòria. Millora els símptomes urinaris baixos d'aquests pacients sense risc d'afectar la funció sexual dels pacients.

## Complicacions
La taxa de complicació és molt baixa. La majoria són complicacions sense gravetat: 
- Dolor autolimitat (8%)
- Sagnat per l'orina (4%)
- Sagnat en el semen (4%),
- Sensació de coïssor uretral
- Sagnat rectal
- I de major importància: Retenció urinària aguda (9%),
- Oclusió d'altres artèries que no es desitgen. Pot succeir perquè de vegades exiten anastomosi (connexions) amb altres artèries pelvianes.

No hi ha cap cas de disfunció sexual (empitjorament de la funció sexual respecte a l'estat original) ni d'incontinència urinària.
En comparació de la resecció transuretral (RTU) la taxa de complicacions és menor.
Altres alternatives quirúrgiques com la enucleació amb laser o la vaporització prostàtica fotoselectiva presenten resultats similars a la RTU amb menor morbiditat. Però, així i tot, la taxa de complicacions de la embolització és menor.